# Auguetbrücke

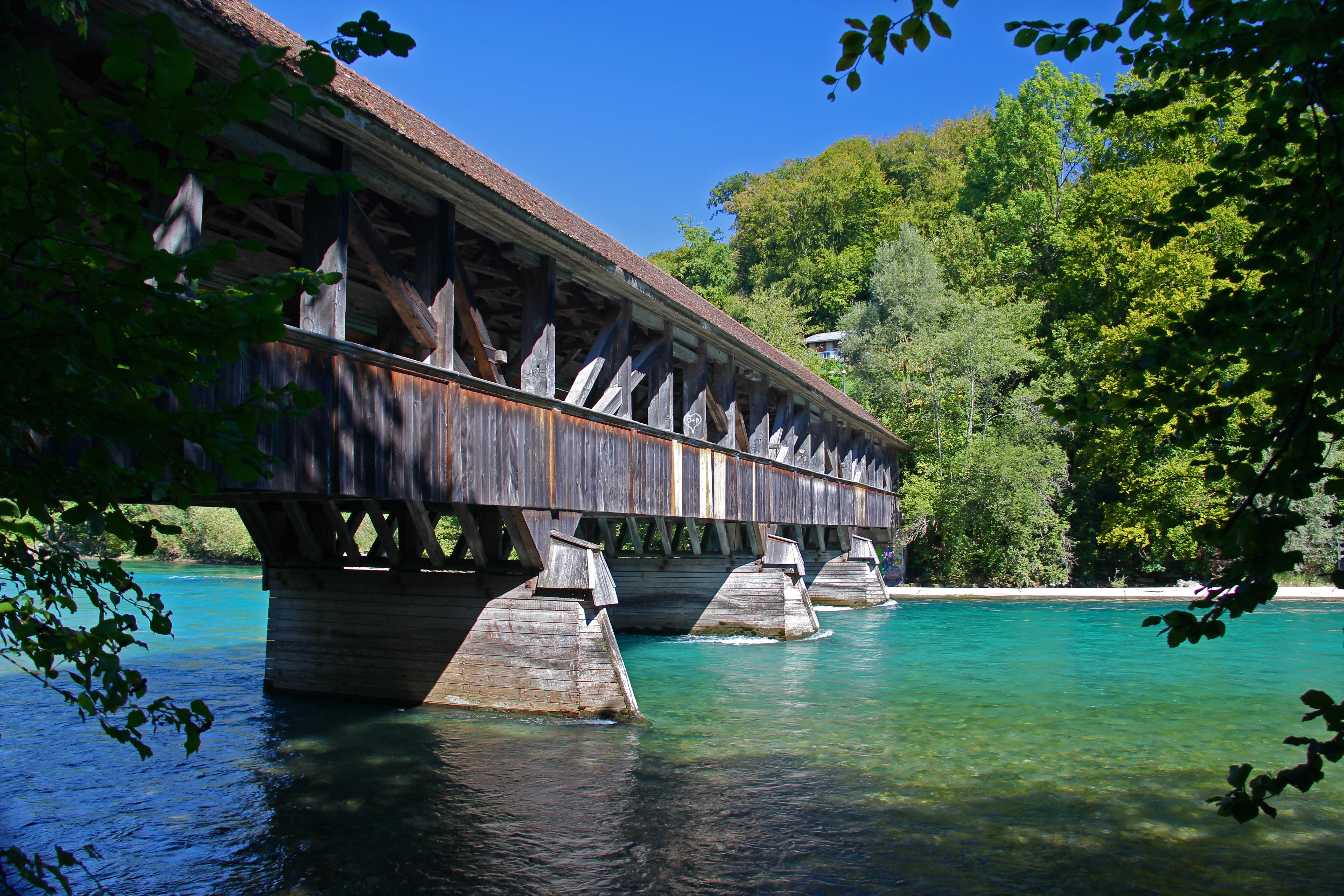
Aussensicht Auguetbrücke

Innenansicht Auguetbrücke

Die Auguetbrücke ist eine gedeckte Holzbrücke über die Aare zwischen den Gemeinden Muri bei Bern und Belp im Kanton Bern, Schweiz.
Im 18. Jahrhundert und im 19. Jahrhundert bestanden zwischen Thun und Bern vier Aareübergänge in Form von Fähren. Durch den zunehmenden Güterverkehr am Anfang des 19. Jahrhunderts genügten die Betriebe den an sie gestellten Anforderungen nicht mehr. Daher reifte die Idee zum Bau einer Brücke in der Hunzigenau. Im Frühjahr 1835 wurde mit dem Bau begonnen und im Sommer 1836 wurde das Bauwerk, damals Hunzigenbrücke genannt, vollendet.
Beim Bau der Nationalstrasse N6 durch das Aaretal entstand bei der Hunzigenbrücke der Anschluss an die bestehende Kantonsstrasse, die die Ämter Konolfingen und Seftigen verbindet. Einer solchen Aufgabe, die zweifellos die Verkehrsfrequenz des Aareüberganges noch steigern musste, war die alte Holzbrücke nicht mehr gewachsen. Zu diesem Zweck erstellte man oberhalb der alten Brücke eine Betonbrücke. Damit wurde nach 136 Jahren die Holzbrücke überflüssig.
Nach vielen Diskussionen versetzte man die alte Holzbrücke ins Auguet. 1974 konnte das jetzt Auguetbrücke genannte Bauwerk als Fussgängerbrücke am neuen Standort wieder der Öffentlichkeit übergeben werden. 2025 wurde die Brücke auch für den Veloverkehr freigegeben.